# رالی ژاپن ۲۰۲۲
رالی ژاپن ۲۰۲۲ (همچنین به عنوان رالی فوروم۸ ژاپن ۲۰۲۲ نیز شناخته می‌شود) یک رویداد اتومبیل رانی برای خودروهای رالی بود که طی چهار روز بین ۱۰ تا ۱۳ نوامبر ۲۰۲۲ در کشور ژاپن برگزار شد. این هفتمین دوره رالی ژاپن را رقم زد. این رویداد آخرین دور از رالی قهرمانی جهان ۲۰۲۲، مسابقات رالی قهرمانی جهان ۲ و رالی قهرمانی جهان ۳ بود. این رویداد در ناگویا در منطقه چوبو در نوزده مرحله ویژه رقابت شد که مسافت رقابتی کل ۲۸۳٫۲۷ کیلومتر (۱۷۶٫۰۲ مایل) را پوشش می‌داد.
سباستین اوژیه و جولین اینگراسیا مدافعان برد در این رالی بودند. با این حال، اینگراسیا به دلیل بازنشستگی از این ورزش در سال ۲۰۲۱ در این رویداد حضور پیدا نکرد.

## گزارش رویداد
تیری نوویل و مارتین ویدایگه با پیروزی در این رویداد دومین رالی فصل خود را بردند. تیم آنها، هیوندای شل موبیلز دبلیوآرتی، برنده این رویداد در کلاس سازندگان بود. گریگوری مونستر و لویی لوکا در کلاس رالی قهرمانی جهان ۲ به پیروزی رسیدند، در حالی که امیل لیندهولم و ریتا هامالاینن عناوین قهرمانی این کلاس را به دست آوردند.

### جدول رده‌بندی قهرمانی
- متن پررنگ نشان دهنده قهرمانان جهان فصل ۲۰۲۲ است.

| 1 |  | کاله رووانپرا    | 255 |  | یون هالتونن    | 255 |  | تویوتا گازو ریسینگ دبلیوآرتی      | 525 |
| 2 |  | اوت تاناک        | 205 |  | مارتین جروئوجا | 205 |  | هیوندای شل موبیلز دبلیوآرتی       | 455 |
| 3 |  | تیری نوویل       | 193 |  | مارتین ویدایگه | 193 |  | ام-اسپرت فورد دبلیوآرتی           | 257 |
| 4 |  | الفین ایوانز     | 134 |  | اسکات مارتین   | 134 |  | تویوتا گازو ریسینگ دبلیوآرتی ان‌جی | 138 |
| 5 |  | تاکاموتو کاتسوتا | 122 |  | آرون جانستن    | 122 |  |                                   |     |